# Поникаровка
Поникаровка — река в России, протекает по Опаринскому району Кировской области. Устье реки находится в 2 км по левому берегу реки Волманги. Длина реки составляет 15 км.
Исток реки в лесу западнее деревни Берёзовка (Моломское сельское поселение) в 43 км юго-западнее посёлка Маромица. Река течёт на восток по ненаселённому лесу. Согласно водному реестру в 0,7 км от устья принимает справа реку Берёзовка, однако согласно картам Роскартографии Берёзовка впадает в Волмангу чуть выше Поникаровки.
Поникаровка впадает в Волмангу к югу от села Молома и деревень Нижняя Волманга и Поставленная Вновь двумя километрами выше впадения самой Волманги в Молому. Высота устья — 125,6 м над уровнем моря.

## Данные водного реестра
По данным государственного водного реестра России относится к Камскому бассейновому округу, водохозяйственный участок реки — Вятка от города Киров до города Котельнич, речной подбассейн реки — Вятка. Речной бассейн реки — Кама.
Код объекта в государственном водном реестре — 10010300312111100035270.